# Frontière entre le Dakota du Sud et le Montana
La frontière entre le Montana et le Dakota du Sud est une frontière intérieure des États-Unis délimitant les territoires du Montana à l'ouest et Dakota du Sud à l'est.
Son tracé rectiligne sur une orientation nord-sud depuis le tripoint avec le Dakota du Nord suit le 104e méridien ouest depuis son intersection avec le 46e parallèle nord (la frontière entre le Montana et le Dakota du Nord suit également ce parallèle). La frontière poursuit ainsi jusqu'au 45e parallèle nord puis fait un angle droit pour une courte section de 1,5 km vers l'ouest et le tripoint avec le Wyoming.
La frontière fait un peu moins de 110 km de long et ne traverse aucune agglomération, cours d'eau ou route majeurs. 